# Mount Separation
Mount Separation ist ein 1480 m hoher und felsiger Berggipfel auf der Insel Heard, die zum australischen Außengebiet der Heard und McDonaldinseln im südlichen Indischen Ozean gehört. Er ragt 1,5 km nordöstlich des Campbell Peak an der Nordostflanke des Big Ben auf.
Wissenschaftler der Australian National Antarctic Research Expeditions nahmen 1948 Vermessungen und die Benennung vor. Namensgeber ist seine im Vergleich zu anderen Nebengipfeln des Big Ben isolierte Lage.